# M2o

Logo van de radiozender

M2o (uit te spreken als: emme due o) is een Italiaanse radiozender uit Rome. De zender begon zijn uitzendingen op 21 oktober 2002.
M2o werd opgericht in 2002 door de Italiaanse diskjockeys Fabrizio Tamburini en Andrea Rago met het idee een radiostation te beginnen dat een jong publiek zou trekken en dat 24 uur zou uitzenden. Fabrizio Tamburini is directeur, Pasquale di Mofetta (ook bekend als dj Linus) is artdirector. Sinds 2019 heeft Albertino, pseudoniem voor Sabino Alberto di Molfetta, de artistieke leiding. 
M2o zendt voornamelijk dance, trance, techno en house uit. De zender brengt muziek van bekende dj's als Gigi D'Agostino, Gabry Ponte, Tiësto en David Guetta ten gehore. Er wordt soms rechtstreeks uitgezonden vanuit Italiaanse discotheken.
De slogan van m2o is: 'deejay station + musica'.